# Frankivka, Iampol
Frankivka (în ucraineană Франківка) este un sat în comuna Poroghi din raionul Iampol, regiunea Vinița, Ucraina.

## Demografie
Componența lingvistică a localității Frankivka
     Ucraineană (100%)
Conform recensământului din 2001, toată populația localității Frankivka era vorbitoare de ucraineană (100%).